# 特雷伯爾河
53°54′52″N 13°1′10.6″E / 53.91444°N 13.019611°E

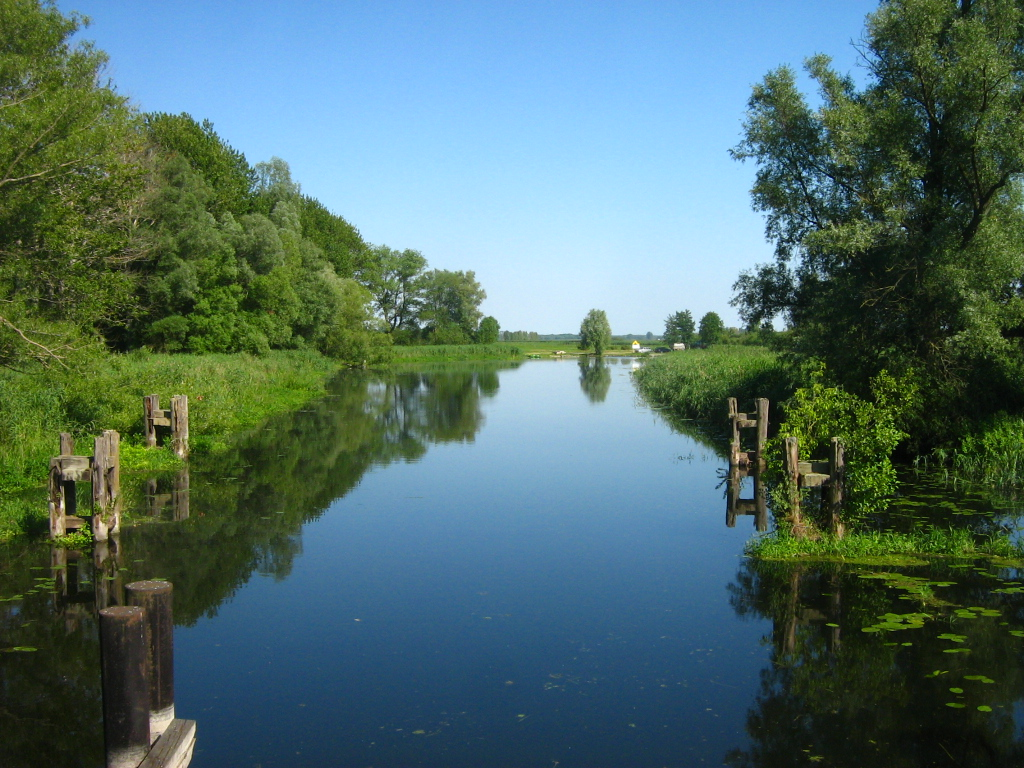
特雷伯爾河

特雷伯爾河（德語：Trebel），是德國的河流，位於該國東北部，由梅克倫堡-前波美拉尼亞州負責管轄，屬於佩訥河的支流，河道全長87公里，流域面積956平方公里，發源自敘德霍爾茨。